# پنجاهمین مراسم گلدن گلوب
پنجاهمین مراسم گلدن گلوب (به انگلیسی: 50th Golden Globe Awards) به افتخار بهترین فیلم و تلویزیون سال ۱۹۹۲ در ۲۳ ژانویه سال ۱۹۹۳ در لس آنجلس کالیفرنیا برگزار شد.

## برندگان و نامزدها

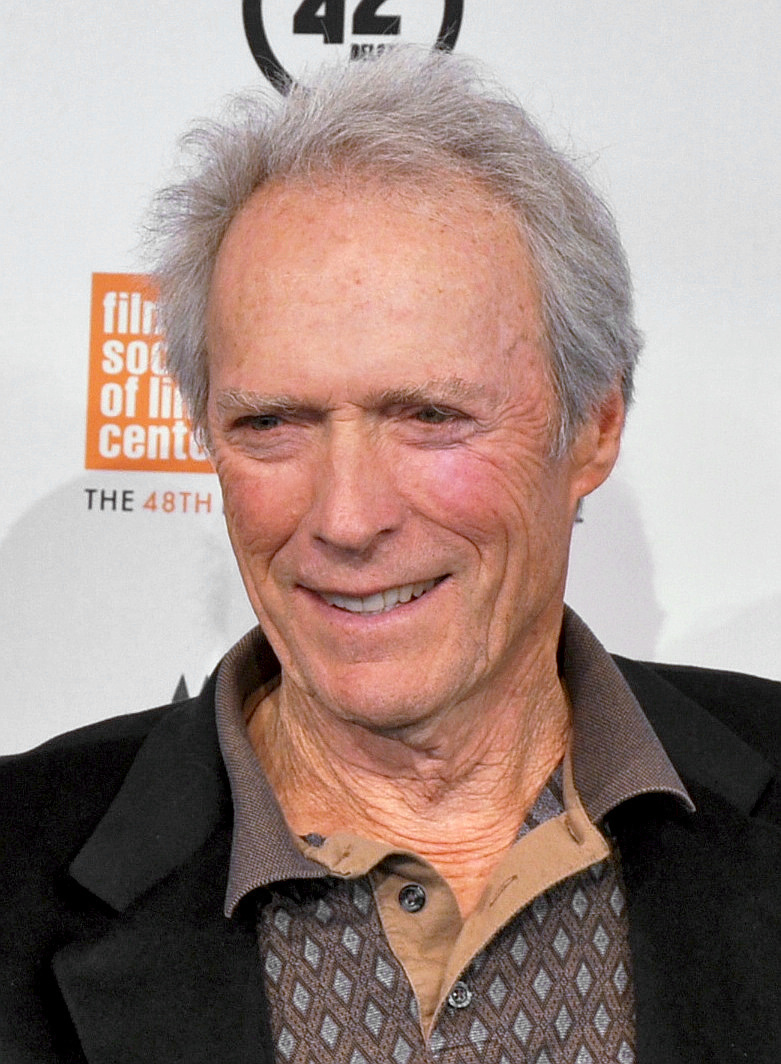
کلینت ایستوود — Best Director, winner

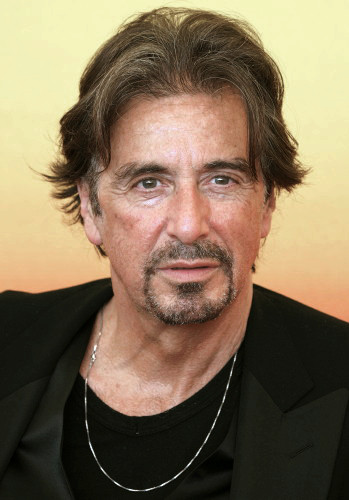
آل پاچینو — Best Actor in a Motion Picture, Drama winner

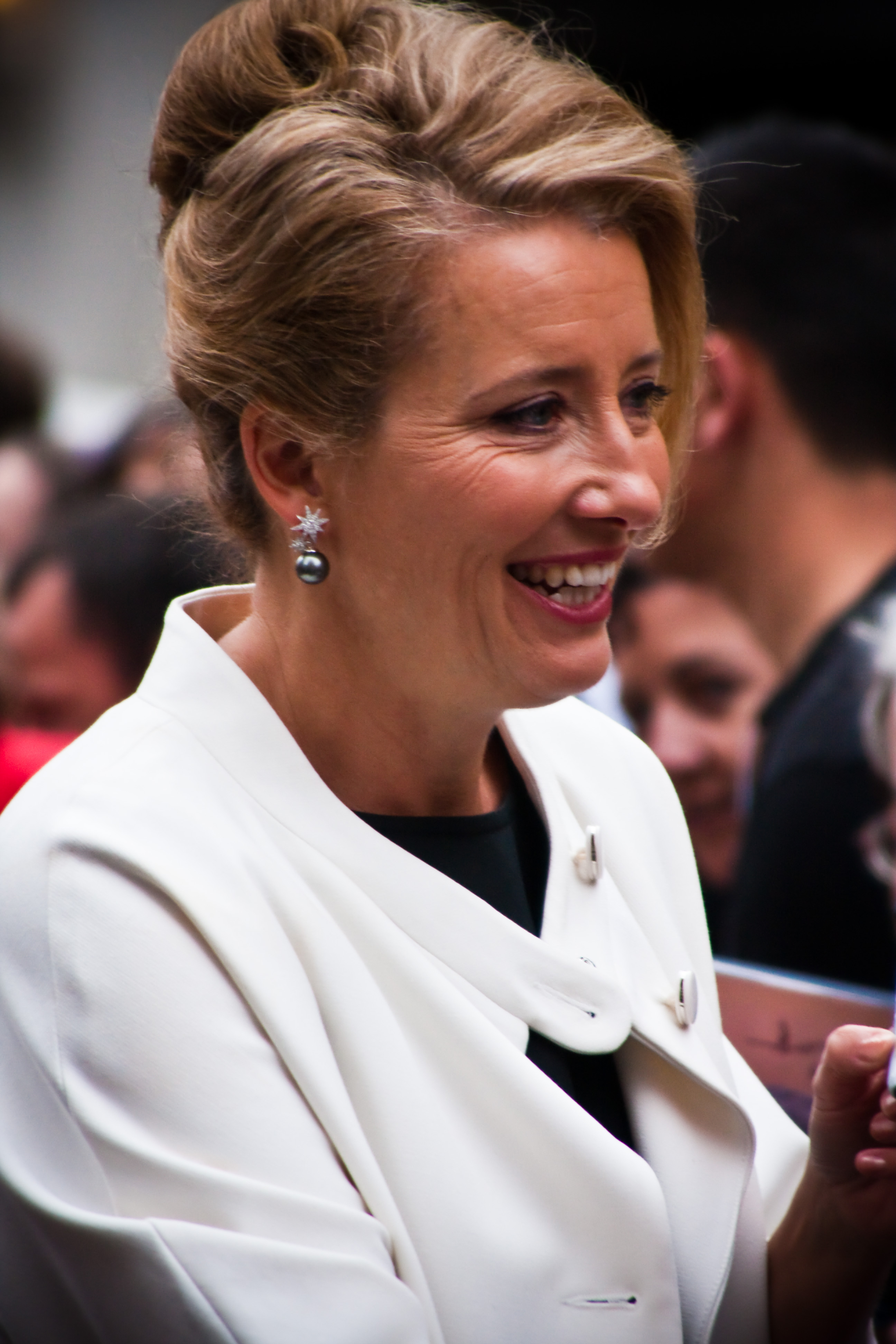
اما تامپسون — Best Actress in a Motion Picture, Drama winner

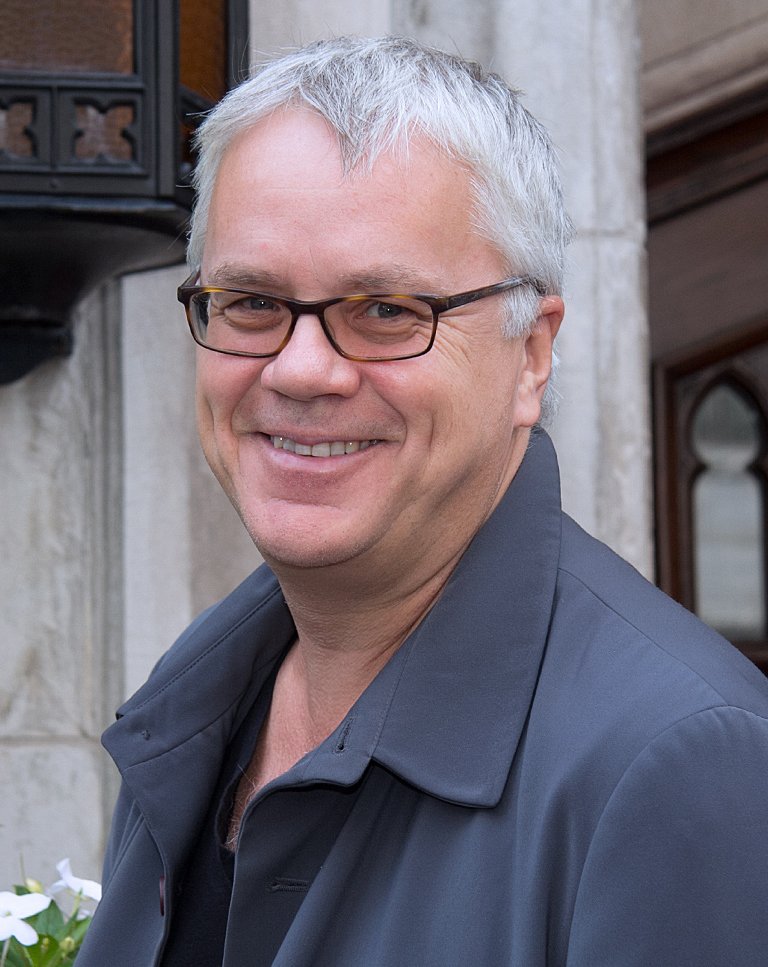
تیم رابینز — Best Actor in a Motion Picture, Musical or Comedy winner

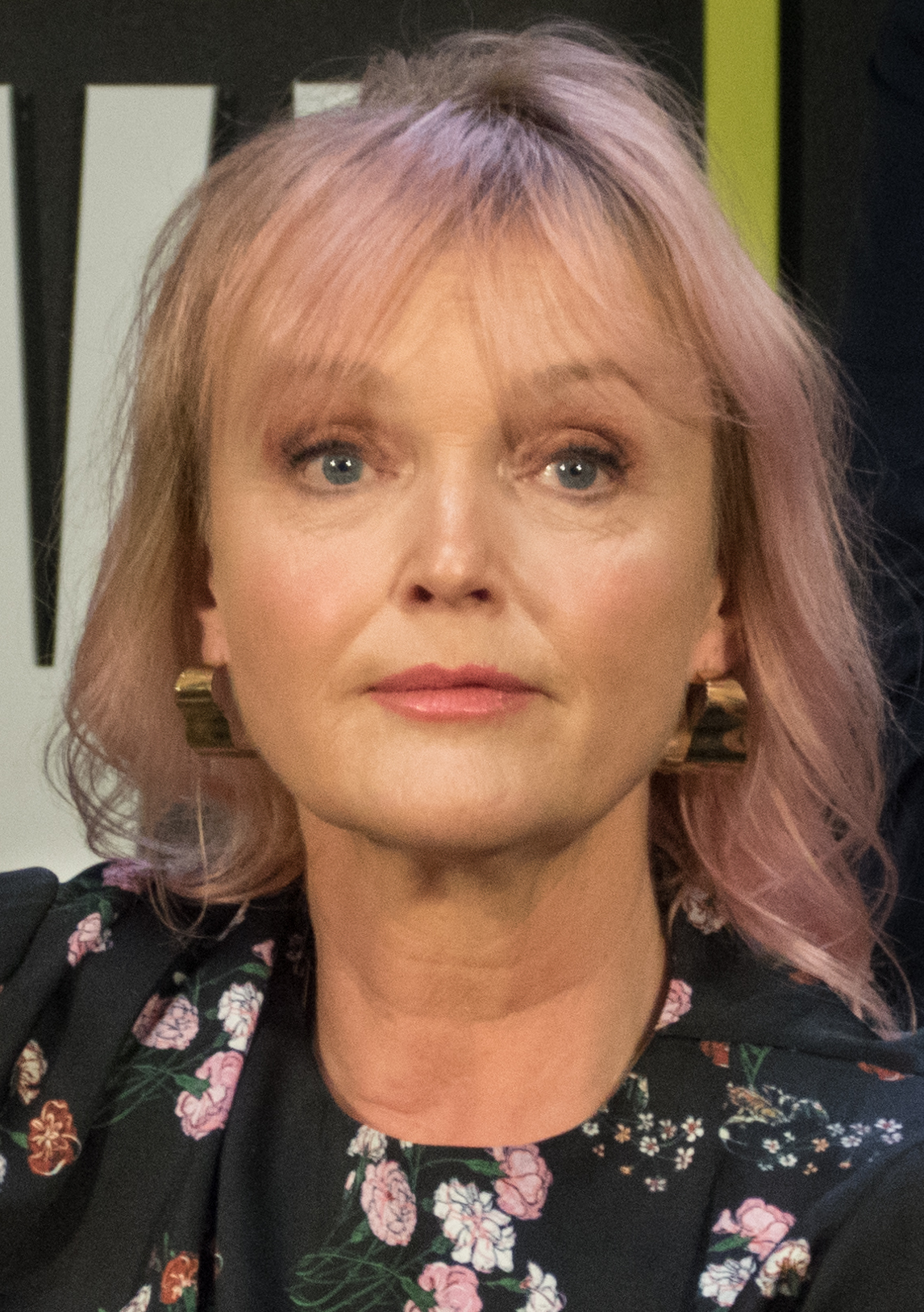
میراندا ریچاردسون — Best Actress in a Motion Picture, Musical or Comedy winner

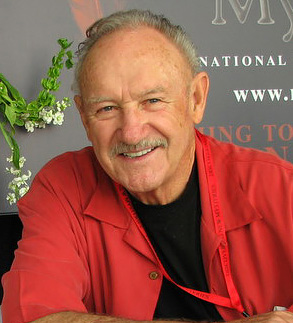
جین هکمن — Best Supporting Actor in a Motion Picture Drama, Musical or Comedy winner

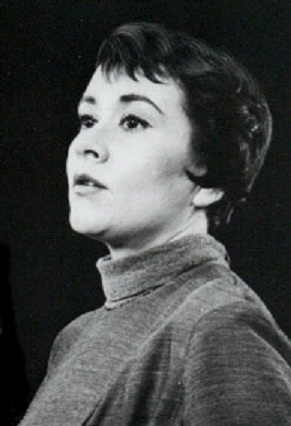
جوآن پلورایت — Best Supporting Actress in a Motion Picture Drama, Musical or Comedy winner

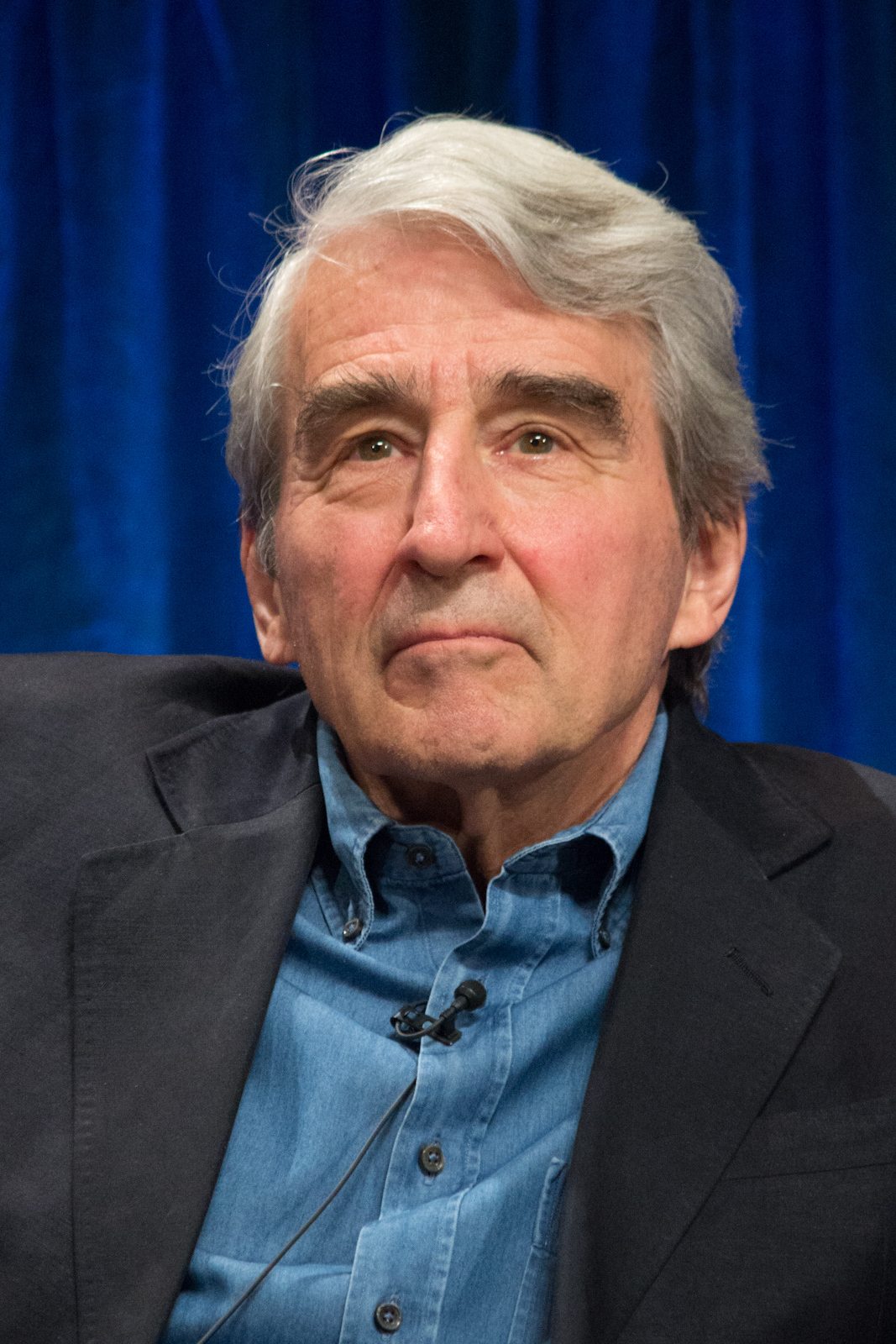
سم واترستون — Best Actor in a Television Series, Drama winner

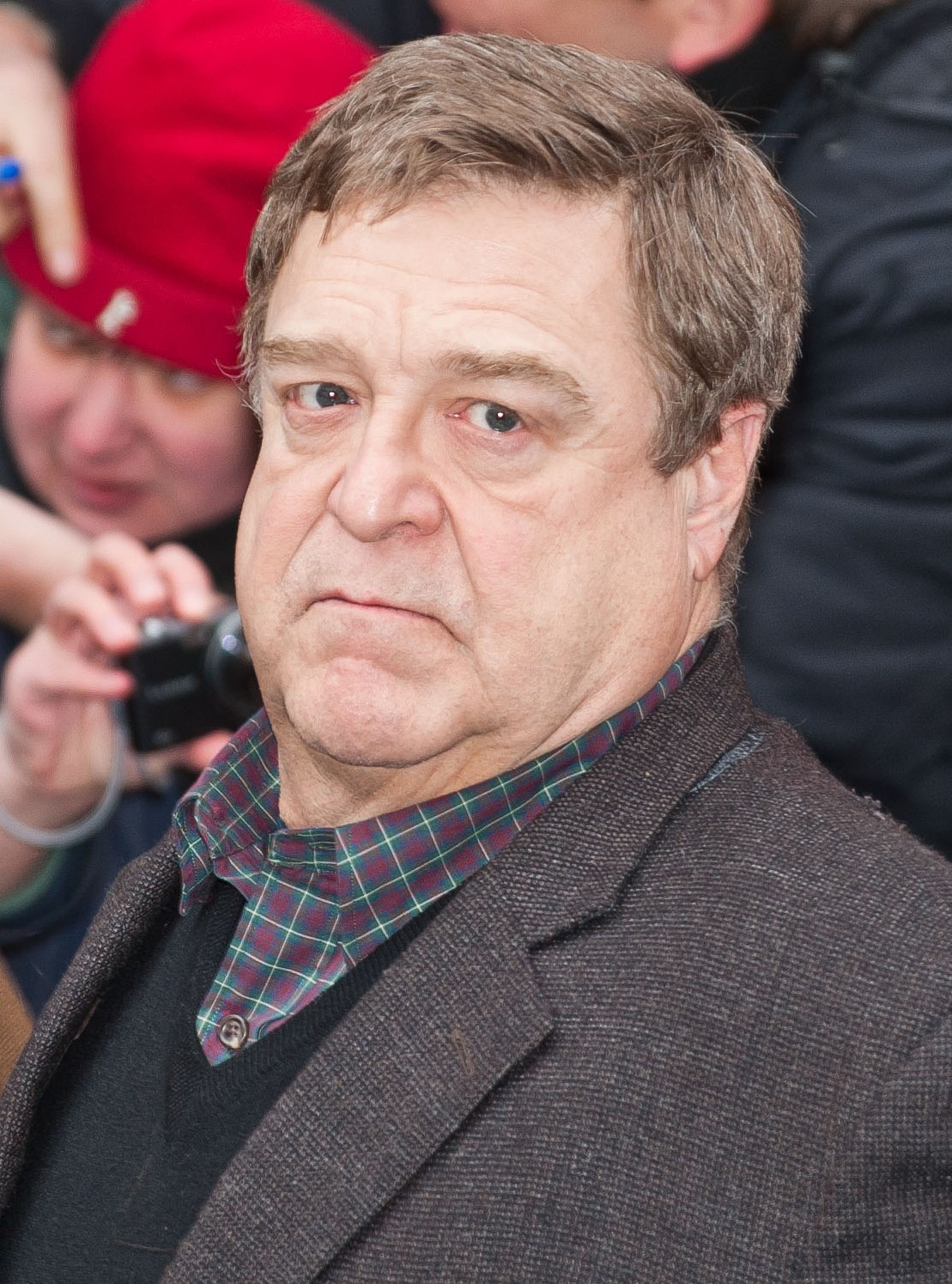
جان گودمن — Best Actor in a Television Series, Musical or Comedy winner

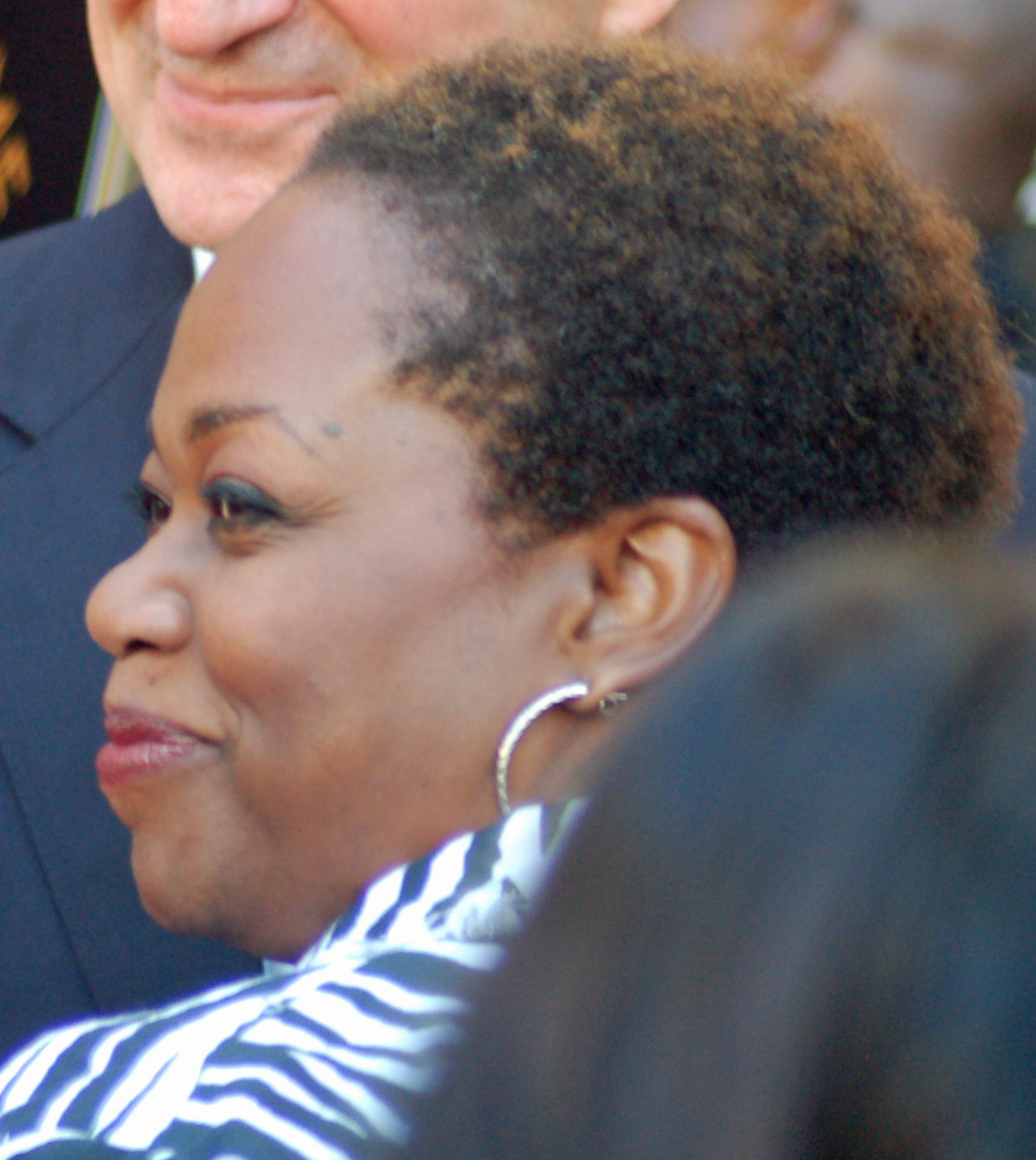
رجینا تیلور — Best Actress in a Television Series, Drama winner

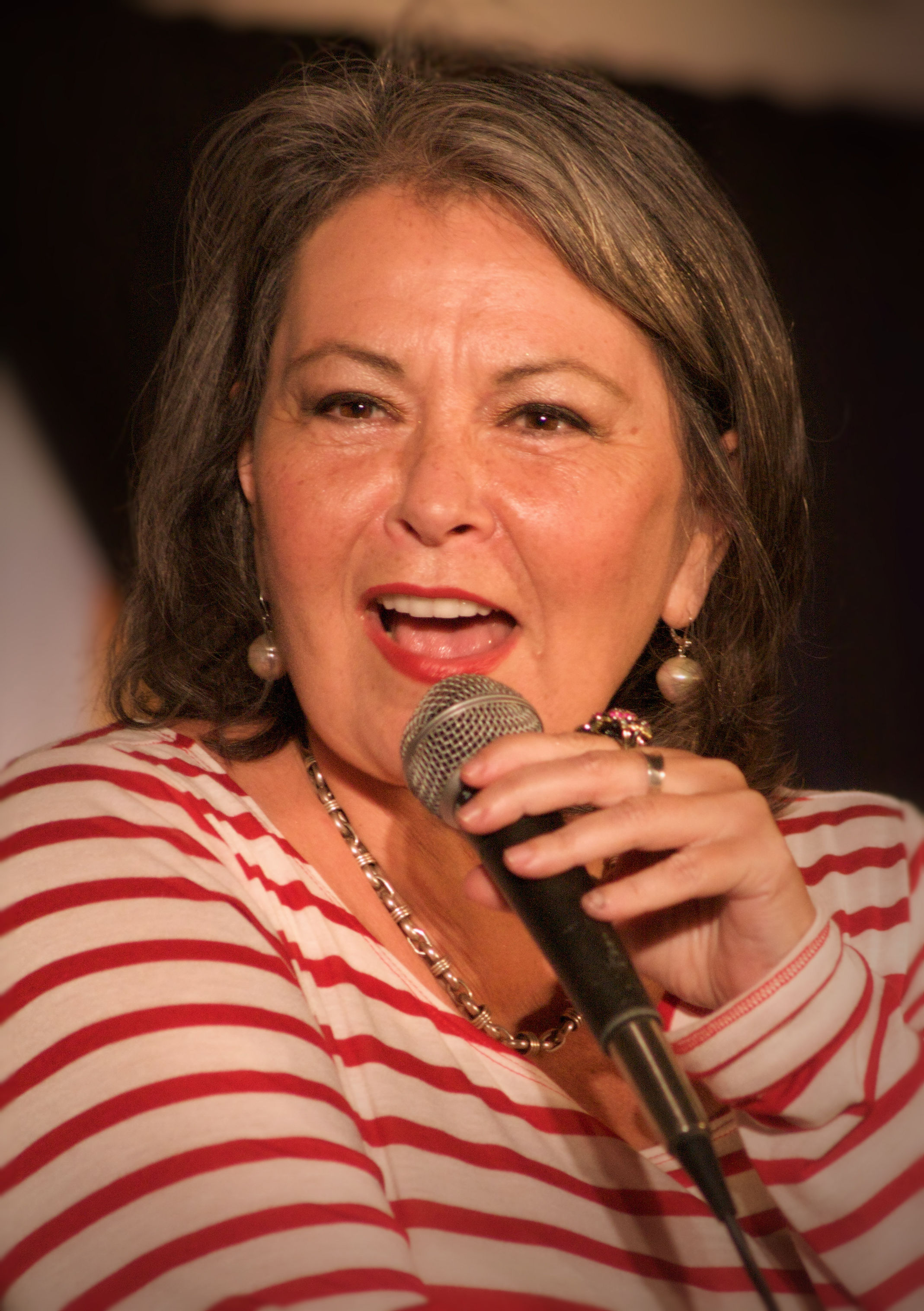
روزان بار — Best Actress in a Television Series, Musical or Comedy winner

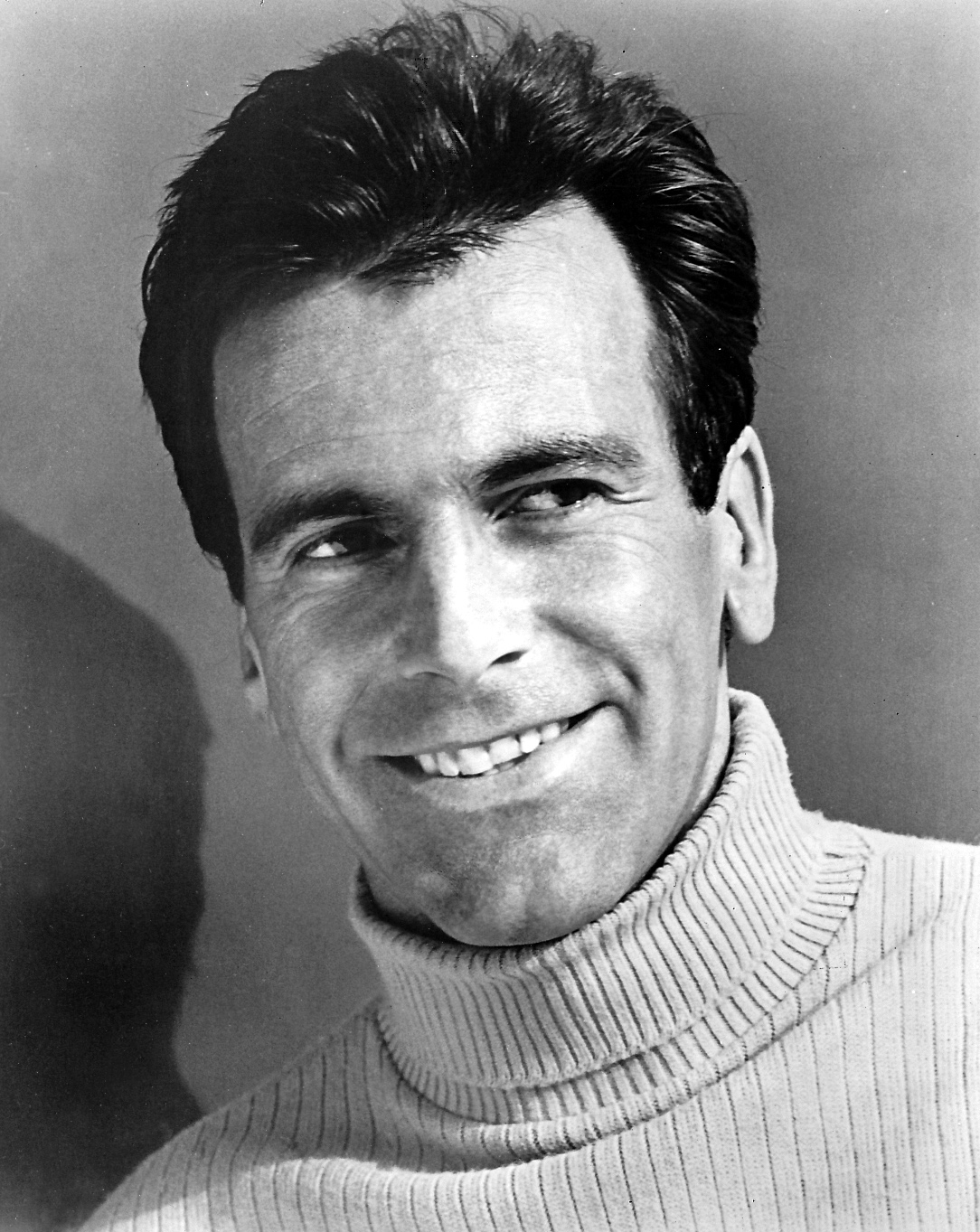
ماکسیمیلیان شل — Best Supporting Actor in a Series, Miniseries or Made for Television Film, winner

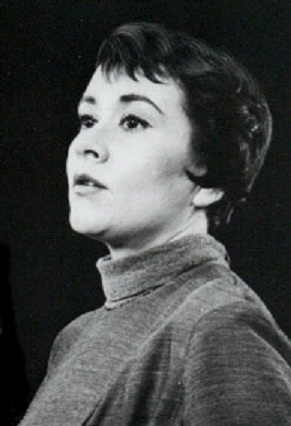
Joan Plowright — Best Supporting Actress in a Series, Miniseries or Motion Picture Made for Television winner

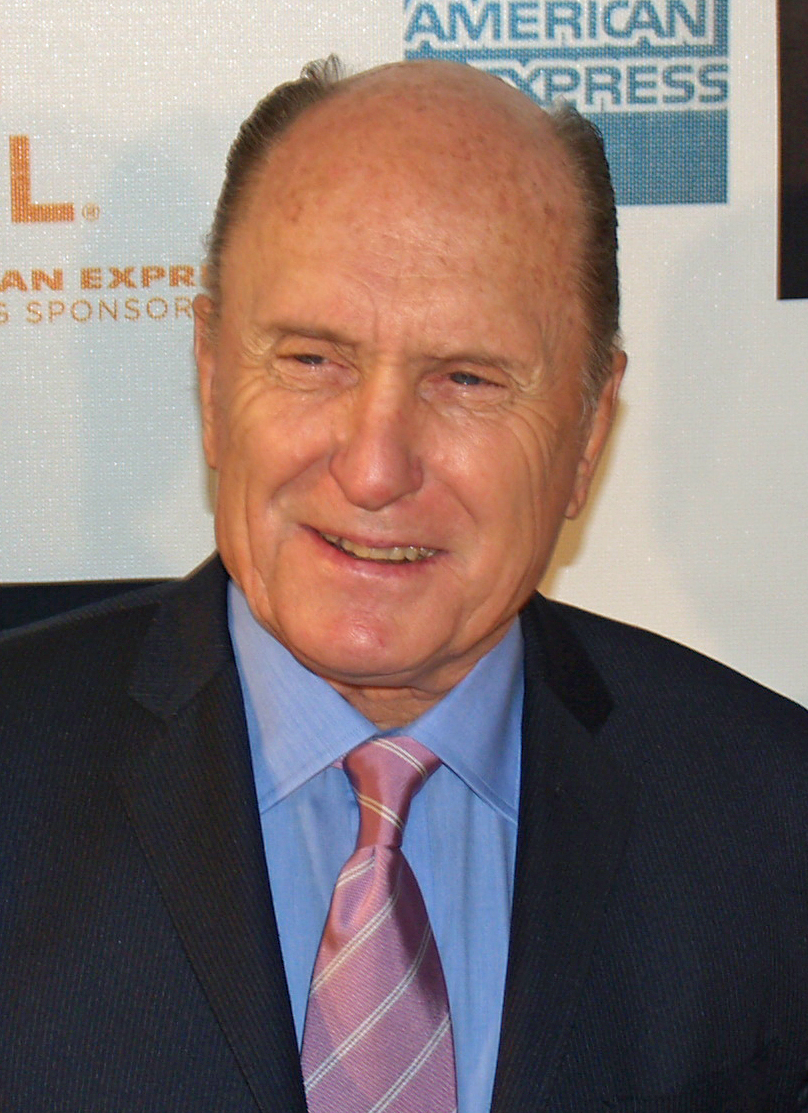
رابرت دووال — Best Actor in a Miniseries or Television Movie winner

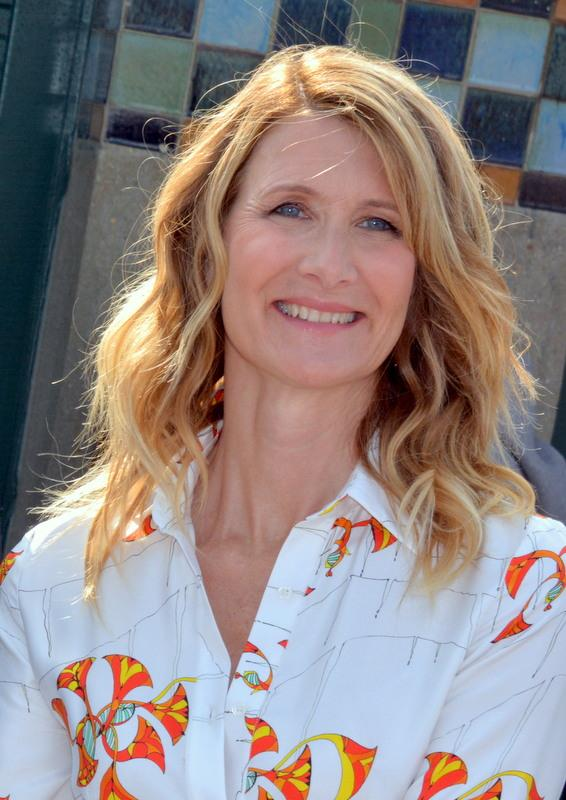
لورا درن — Best Actress in a Miniseries or Television Film

### فیلم سینمایی
| بهترین فیلم | بهترین فیلم |
| جایزه گلدن گلوب بهترین فیلم – درام | جایزه گلدن گلوب بهترین فیلم – موزیکال یا کمدی |
| --- | --- |
| بوی خوش یک زن (فیلم ۱۹۹۲) - بازی گریه - چند مرد خوب - هواردز اند (فیلم) - نابخشوده (فیلم ۱۹۹۲)                                                                                          | بازیگر (فیلم ۱۹۹۲) - علاءالدین (فیلم ۱۹۹۲) - آوریل افسون‌شده - ماه عسل در وگاس - راهبه بدلی |
| بهترین اجرا در یک Motion Picture – Drama | |
| جایزه گلدن گلوب بهترین بازیگر مرد – فیلم درام | جایزه گلدن گلوب بهترین بازیگر زن – فیلم درام |
| آل پاچینو – بوی خوش یک زن (فیلم ۱۹۹۲) - تام کروز – چند مرد خوب - رابرت داونی جونیور – چاپلین (فیلم) - جک نیکلسون – هوفا - دنزل واشینگتن – مالکوم ایکس (فیلم ۱۹۹۲)                       | اما تامپسون – هواردز اند (فیلم) - مری مکدانل – پشن فیش - میشل فایفر – لاو فیلد - سوزان ساراندون – روغن لورنزو - شارون استون – غریزه اصلی |
| بهترین اجرا در یک Motion Picture – Musical or Comedy | |
| جایزه گلدن گلوب بهترین بازیگر مرد – فیلم موزیکال یا کمدی | جایزه گلدن گلوب بهترین بازیگر زن – فیلم موزیکال یا کمدی |
| تیم رابینز – بازیگر (فیلم ۱۹۹۲) - نیکلاس کیج – ماه عسل در وگاس - بیلی کریستال – آقای شنبه شب - مارچلو ماسترویانی – Used People - تیم رابینز – باب رابرتس                                | میراندا ریچاردسون – آوریل افسون‌شده - جینا دیویس – لیگ خودشان - ووپی گلدبرگ – راهبه بدلی - شرلی مک‌لین – Used People - مریل استریپ – مرگ درخور اوست |
| بهترین اجرای مکمل در یک Motion Picture – Drama, Musical or Comedy | |
| جایزه گلدن گلوب بهترین بازیگر نقش مکمل مرد | جایزه گلدن گلوب بهترین بازیگر نقش مکمل زن |
| جین هکمن – نابخشوده (فیلم ۱۹۹۲) - جک نیکلسون – چند مرد خوب - کریس اودانل – بوی خوش یک زن (فیلم ۱۹۹۲) - آل پاچینو – گلن‌گری گلن راس (فیلم) - دیوید پیمر – آقای شنبه شب                    | جوآن پلورایت – آوریل افسون‌شده - جرالدین چاپلین – چاپلین (فیلم) - جودی دیویس – زن و شوهرها - میراندا ریچاردسون – آسیب (فیلم ۱۹۹۲) - الفری وودارد – پشن فیش |
| جایزه گلدن گلوب بهترین کارگردانی | جایزه گلدن گلوب بهترین فیلم‌نامه |
| کلینت ایستوود – نابخشوده (فیلم ۱۹۹۲) - رابرت آلتمن – بازیگر (فیلم ۱۹۹۲) - جیمز آیووری – هواردز اند (فیلم) - رابرت ردفورد – رودخانه‌ای از میان آن می‌گذرد (فیلم) - راب راینر – چند مرد خوب | بوی خوش یک زن (فیلم ۱۹۹۲) – بو گولدمن - چند مرد خوب – آرون سورکین - هواردز اند (فیلم) – روث پراور جابوالا - بازیگر (فیلم ۱۹۹۲) – Michael Tolkin - نابخشوده (فیلم ۱۹۹۲) – دیوید پیپلز |
| جایزه گلدن گلوب بهترین موسیقی | جایزه گلدن گلوب بهترین ترانه غیراقتباسی |
| Aladdin – آلن منکن - ۱۴۹۲: فتح بهشت (آلبوم) – ونجلیس - غریزه اصلی – جری گلدسمیت - چاپلین (فیلم) – جان بری - The Last of the Mohicans – رندی ادلمن and ترور جونز (موسیقی‌دان)             | "A Whole New World" performed by پیابو برایسن and رجینا بل – علاءالدین (فیلم ۱۹۹۲) - "Beautiful Maria of My Soul" – پادشاهان مامبو - "Friend Like Me" performed by رابین ویلیامز – علاءالدین (فیلم ۱۹۹۲) - "Prince Ali" performed by رابین ویلیامز – علاءالدین (فیلم ۱۹۹۲) - "This Used to Be My Playground" performed by مدونا – لیگ خودشان |
| جایزه گلدن گلوب بهترین فیلم غیر انگلیسی‌زبان | |
| هند و چین (فیلم) • فرانسه - تمام صبح‌های جهان • فرانسه - نزدیک بهشت (فیلم) • روسیه - مثل آب برای شکلات (فیلم) • مکزیک - Schtonk! • آلمان                                                 | |

The following films received multiple nominations:
| Nominations | Title                     |
| ----------- | ------------------------- |
| ۵           | چند مرد خوب               |
| ۵           | علاءالدین (فیلم ۱۹۹۲)     |
| ۴           | هواردز اند (فیلم)         |
| ۴           | بازیگر (فیلم ۱۹۹۲)        |
| ۴           | بوی خوش یک زن (فیلم ۱۹۹۲) |
| ۴           | نابخشوده (فیلم ۱۹۹۲)      |
| ۳           | چاپلین (فیلم)             |
| ۳           | آوریل افسون‌شده            |
| ۲           | غریزه اصلی                |
| ۲           | ماه عسل در وگاس           |
| ۲           | پشن فیش                   |
| ۲           | آقای شنبه شب              |
| ۲           | راهبه بدلی                |
| ۲           | Used People               |

The following films received multiple wins:
| Wins | Film             |
| ---- | ---------------- |
| ۳    | Scent of a Woman |
| ۲    | The Player       |
| ۲    | Unforgiven       |
| ۲    | Enchanted April  |
| ۲    | Aladdin          |

### Television
| Best Television Series | Best Television Series |
| جایزه گلدن گلوب بهترین مجموعه تلویزیونی – درام | جایزه گلدن گلوب بهترین مجموعه تلویزیونی – موزیکال یا کمدی |
| --- | --- |
| Northern Exposure - بورلی هیلز، ۹۰۲۱۰ - Homefront - I'll Fly Away - Sisters                                                                                                  | روزان - Brooklyn Bridge - چیرز - Evening Shade - مورفی براون |
| Best Lead Actor in a Television Series | |
| جایزه گلدن گلوب بهترین بازیگر مرد – مجموعه تلویزیونی درام | جایزه گلدن گلوب بهترین بازیگر زن – مجموعه تلویزیونی درام |
| سم واترستون – I'll Fly Away - جیسون پریستلی – بورلی هیلز، ۹۰۲۱۰ - راب مورو – Northern Exposure - اسکات باکولا – Quantum Leap - مارک هارمون – Reasonable Doubts               | جان گودمن – روزان - تیم آلن – بهبود خانه (مجموعه تلویزیونی) - تد دنسن – چیرز - کریگ تی. نلسن – Coach - اد اونیل – متأهل… بچه‌دار - برت رینولدز – Evening Shade - ویل اسمیت – The Fresh Prince of Bel-Air |
| Best Lead Actress in a Television Series | |
| جایزه گلدن گلوب بهترین بازیگر زن – مجموعه تلویزیونی درام | جایزه گلدن گلوب بهترین بازیگر زن – مجموعه تلویزیونی موزیکال یا کمدی |
| رجینا تیلور – I'll Fly Away - ماریل همینگوی – Civil Wars - آنجلا لنسبوری – Murder, She Wrote - مارلی متلین – Reasonable Doubts - جنین ترنر – Northern Exposure               | روزان بار – روزان - کرستی الی – چیرز - کندیس برگن – مورفی براون - هلن هانت – Mad About You - کیتی سیگال – متأهل… بچه‌دار                                                                                 |
| Best Supporting Performance - Series, Miniseries or Television Film | |
| جایزه گلدن گلوب بهترین بازیگر نقش مکمل مرد – سریال، سریال کوتاه یا فیلم تلویزیونی                                                                                            | جایزه گلدن گلوب بهترین بازیگر نقش مکمل زن – سریال، سریال کوتاه یا فیلم تلویزیونی |
| ماکسیمیلیان شل – Stalin - جیسن الکساندر – ساینفلد - جان کوربت (هنرپیشه) – Northern Exposure - هیوم کرونین – Broadway Bound - ارل هالیمن – Delta - دین استاکول – Quantum Leap | جوآن پلورایت – Stalin - المپیا دوکاکیس – Sinatra - لاری میت کالف – روزان - پارک اورال – Empty Nest - آماندا پلامر – Miss Rose White - جنا رولندز – Crazy in Love                                        |
| جایزه گلدن گلوب بهترین بازیگر مرد – مجموعه تلویزیونی کوتاه یا فیلم تلویزیونی                                                                                                 | جایزه گلدن گلوب بهترین بازیگر زن – مجموعه تلویزیونی کوتاه یا فیلم تلویزیونی |
| رابرت دووال – Stalin - آنتونی اندروز – Jewels - فیلیپ کازنوف – Sinatra - جان ویت – The Last of His Tribe - جیمز وودز – Citizen Cohn                                          | لورا درن – Afterburn - درو بریمور – دیوانه تفنگ (فیلم ۱۹۹۲) - کاترین هپبورن – The Man Upstairs - جسیکا لنگ – O Pioneers! - کیرا سجویک – Miss Rose White                                                 |
| جایزه گلدن گلوب بهترین مجموعه تلویزیونی کوتاه یا فیلم تلویزیونی | |
| Sinatra - Citizen Cohn - Jewels - Miss Rose White - Stalin | |

The following programs received multiple nominations:
| Nominations | Title             |
| ----------- | ----------------- |
| ۴           | روزان             |
| ۴           | Stalin            |
| ۳           | چیرز              |
| ۳           | I'll Fly Away     |
| ۳           | Miss Rose White   |
| ۳           | Northern Exposure |
| ۳           | Sinatra           |
| ۲           | بورلی هیلز، ۹۰۲۱۰ |
| ۲           | Citizen Cohn      |
| ۲           | Evening Shade     |
| ۲           | Jewels            |
| ۲           | متأهل… بچه‌دار     |
| ۲           | مورفی براون       |
| ۲           | Quantum Leap      |
| ۲           | Reasonable Doubts |

The following programs received multiple wins:
| Wins | Series        |
| ---- | ------------- |
| ۳    | Roseanne      |
| ۳    | Stalin        |
| ۲    | I'll Fly Away |

## Ceremony

### Presenters
- ریچارد دین اندرسون
- آن آرچر
- رزانا آرکت
- دن اکروید
- درو بریمور
- کتی بیتس
- کوربین برنسن
- جان بون جووی
- بو بریجز
- متیو برودریک
- کارول برنت
- داین کارول
- ریچارد چمبرلین
- جیمز کابرن
- هری کانیک جونیور
- کاترین دنو
- آماندا داناهو
- جودی فاستر
- تری گار
- مریلو هنر
- آنتونی هاپکینز
- کریستین لاتی
- میشل لی
- جی لنو
- جان لیسگو
- ریبا مک‌اینتایر
- بت میدلر
- سارا جسیکا پارکر
- گریگوری پک
- ویکتوریا پرینسیپال
- تام سلک
- سیبل شفرد
- تام اسکریت
- کریستین اسلیتر
- پیتر اشتراوس
- پاتریک سوویزی
- ژان-کلود ون دام

### جایزه گلدن گلوب سیسیل بی. دمیل
لورن باکال

### Special Achievement Award
رابین ویلیامز – For his vocal role work as the جینی (دیزنی) in علاءالدین (فیلم ۱۹۹۲).

## Awards breakdown
The following networks received multiple nominations:
| Nominations | Network                 |
| ----------- | ----------------------- |
| ۲۰          | ان‌بی‌سی                  |
| ۱۴          | سی‌بی‌اس                  |
| ۱۰          | شرکت پخش رسانه‌ای آمریکا |
| ۸           | اچ‌بی‌او                  |
| ۴           | شرکت پخش همگانی فاکس    |

The following networks received multiple wins:
| Wins | Network |
| ---- | ------- |
| ۳    | ABC     |
| ۳    | HBO     |
| ۲    | NBC     |